# Ațel
Ațel (in ungherese Ecel, in tedesco Hetzeldorf) è un comune della Romania di 1560 abitanti, ubicato nel distretto di Sibiu, nella regione storica della Transilvania. 
Il comune è formato dall'unione di 2 villaggi: Ațel e Dupuș (Tobsdorf).
Nel corso del 2004 si sono staccati da Ațel i villaggi di Alma, Giacăș e Șmig, andati a formare il comune di Alma.